# Коростенський район (1923—2020)
Ко́ростенський райо́н (у 1924—30 роках — Ушомирський район) — колишня адміністративно-територіальна одиниця у Коростенській, Волинській округах, УСРР, Київській і Житомирській областях УРСР та України з адміністративним центром у місті Коростень. 
Орган місцевого самоврядування — Коростенська районна рада. Населення становить 27190 (на 29.03.2016). Площа району 1735 км². Утворено 1923 року.

## Географія
Територія — 1735 квадратних кілометрів. Коростенський район розташований на півночі області в Українському Поліссі, межує із заходу з Ємільчинським, Лугинським районами, з півдня з В-Волинським районом, з півночі — з Овруцьким та Народицьким районами, зі сходу — Малинським районом. Територією району протікає річка Уж, а також її притоки: Могилянка, Лемля, Кремно та Синявка. Структурно Коростенський район можна поділити на три частини: північна частина — лісова, у східно-західній частині розташовано 10 кар'єрів, у селі Лісівщина — рудник, південна частина теж лісова. Географічне положення і геологічна будова дозволяють району домінувати в каменедобувній та каменеоброблювальній промисловості не тільки в Житомирській області, але й в Україні.

### Корисні копалини
Мінерально-сировинний потенціал представлений більш як 30 родовищами різних корисних копалин, це — декоративний облицювальний камінь, будівельні піски, керамічні плити для будівельної промисловості. На території району зосереджена третя частина щебеневої сировини області, на базі якої створено значні виробничі потужності. Запаси декоративно-облицювального каменю (граніту, лабрадориту, габро) практично не обмежені. Розвідані поклади гранітів та лабрадоритів становлять 37 процентів запасів області.

## Історія
Коростенський район утворений 7 березня 1923 року у складі Коростенської округи Волинської губернії. 21 серпня 1924 року центр району перенесено до села Ушомир, район перейменовано на Ушомирський. Від 13 червня 1930 року — Коростенський район з центром у місті Коростень.
13 червня 1930 року, відповідно до постанови ВУЦВК та РНК УРСР, Коростенську округу було ліквідовано, її колишню територію, в тому числі й Коростенський район, включено до складу Волинської округи.
З 15 вересня 1930 року, через скасування округ, район перейшов у пряме підпорядкування до республіканського центру. 9 лютого 1932 року район увійшов до складу новоствореної Київської області.
1 червня 1935 року район ліквідовано, територію передано до складу Коростенської міської ради. Відновлений 28 лютого 1940 року в складі Житомирської області.
Історія району тісно пов'язана з м. Коростень, який є центром району. В районі нараховується 19 промислових підприємств, з яких 11 — приватизовані. Провідні підприємства виробляють щебеневу продукцію і товари народного споживання.
У селі Сушки Коростенського району по вулиці Рудня відбувся останній бій бійців УПА проти військ НКВС на Житомирщині. У Сушках було встановлено спеціальний пам'ятний знак на честь загиблих повстанців сотні Романа.
Ліквідований відповідно до постанови Верховної Ради України від 17 липня 2020 року «Про утворення та ліквідацію районів».

## Населення
Етнічний склад населення району на 2001 рік був представлений наступним чином:
- українці — 95,2 %;
- поляки — 2 %;
- росіяни — 1,7 %;
- білоруси — 0,3 %;
- інші національності — 0,8 %[4].

## Адміністративний устрій
Коростенський район утворений в 1923 році в складі Коростенської округи, з 25 сільських рад Іскоростської та Ушомирської волостей. В 1924—30 роках адміністративним центром району було село Ушомир, відповідно район називався Ушомирський. З 1930 року, в зв'язку з ліквідацією округ, м. Коростень знову стає районним центром.
Станом на час ліквідації (2020 рік), район поділявся на 2 сільські територіальні громади та 24 сільські ради. На території району знаходиться 108 населених пунктів, в яких проживає 27,0 тис. чол.

## Економіка
Виробничу діяльність в Коростенському районі здійснюють 9 підприємств.
Провідними галузями промислового виробництва в районі є добувна та харчова.
Обсяг реалізованої промислової продукції за січень-грудень 2015 року становив 398595,6 тис. грн, що становить 1,6 % до всієї реалізованої продукції області.
Спад обсягів реалізованої продукції порівняно з 2014 роком склав 32,6 %.
Більшість добувних підприємств району експорторієнтовані і протягом багатьох років відвантажували свою продукція до країн СНД.
На даний час підприємства працюють над пошуком нових ринків збуту продукції.
В промисловості закінчена робота по впровадженню нових технологічних процесів, модернізації виробничого обладнання на ПрАТ «Бехівський спецкар'єр», ПрАТ «ТНК „Граніт“, ПАТ „УКБМ“.

### Сільське господарство
За 2015 рік обсяг виробництва валової продукції сільського господарства в порівняних цінах 2010 року склав 41,6 млн грн., що більше на 5,7 млн грн. до минулого року.
Індекс виробництва валової продукції до відповідного періоду попереднього року становить 116 %.
По всіх категоріях господарств зернові культури обмолочені на площі 12695 га, намолочено 22218 тонн зерна при середній урожайності 17,5 ц/га, в тому числі по сільськогосподарських підприємствах району обмолочено 9880 га, намолочено 15729 тонн зерна, що на 3163 тонни менше до минуло річного показника. Цього річний урожай зерна дещо менший ніж в минулому році через погодні умови, які були несприятливими для сільськогосподарських культур через відсутність вологи.
Агроформуваннями району зібраний урожай з 1544 га соняшнику, намолочено 1548 тонн, при середній урожайності 10,0 ц/га та обмолочено 235 га сої, намолочено 187 тонн.
В районі відроджується льонарська галузь, ПОСП „Зоря“ с. Стремигород два роки підряд займаються вирощуванням льону — олійного (кудряшу). У 2015 році посіяли 400 га та зібрали 238 тонн насіння.
Під урожай 2016 року посіяно 2616 га озимих зернових культур, в тому числі озиме жито 1095 га, озима пшениця 1429га, 21га тритікале та 71 га озимий ячмінь — 82 % до завдання. Крім того в ТОВ „Ниви Полісся“ посіяно 370 га озимого ріпаку.
Зяблева оранка, завдання для всіх категорій господарств — 5000 га, виорано по всіх категоріях — 6000 га, 120 % до завдання, в тому числі по сільськогосподарських підприємствах виорано — 3000 га, завдання виконано на 100 %.
На зимово-стійловий період 2015—2016 року для тваринництва, що утримується в сільськогосподарських підприємствах району, заготовлено кормів на 1 умовну голову по 23,5 центнерів кормових одиниць, що більше торішнього показника на 2,6 цнт. корм. од. на 1 умовну голову. Дана кормова база дасть можливість завершити зимівлю тваринництва на належному рівні.
Станом на 1 січня 2016 року утримують 972 голови великої рогатої худоби, в тому числі 565 корів. Поголів'я свиней становить 3599 голів, поголів'я овець — 138 голів.
За 2015 рік агроформуваннями району вироблено 1014 тонн молока. Середній надій молока від однієї корови становить 2832 кг, що на 322 кг більше торішнього показника.
Агроформуваннями району у 2015 році вирощено м'яса худоби 1277 тн., що перевищує торішній показник у 4 рази, в основному за рахунок виробництва м'яса свинини.
Обсяг реалізації м'яса в сільськогосподарських підприємствах становить 1999 тн., що майже у 3 рази зріс до рівня минулого року.
За 2015 рік в господарствах району одержали 591 голову приплоду телят, в тому числі від корів 516 голів, із розрахунку на 100 корів одержали 75 телят, що збільшено на 6 голів до рівня минулого року.
За оперативною інформацією управління всього за січень-грудень 2015 року капітальні вкладення в агропромисловий комплекс здійснено у розмірі 4600 тис. грн., із яких 2 сільськогосподарських підприємства — 4600 тис. грн. (закуплено зернозбиральний комбайн та сушарка)
Державна фінансова підтримка галузі тваринництва та рослинництва із державного бюджету у 2015 році не спрямовувалась агроформуванням району.
Відповідно до Програми розвитку агропромислового комплексу Житомирської області на 2011—2015 роки (рішення обласної ради № 510 від 22 березня 2012 р. „Про затвердження Порядків використання коштів за Програмою розвитку агропромислового комплексу Житомирської області на 2011—2015 роки“), Порядку надання і використання субвенції з обласного бюджету, місцевим бюджетам з обласного бюджету у 2015 році спрямовано фінансову допомогу: бджолярам — на здешевлення вартості цукру для годівлі бджіл в сумі 36280 грн.
Станом на 31.12.2015 р. виплачено — 36280 грн. Заборгованість відсутня.

### Будівництво
У 2015 році розроблено 7 детальних планів забудови земельної ділянки.
Видано 14 будівельних паспортів забудови на нове будівництво індивідуальних житлових будинків, господарських будівель та споруд, 6 містобудівних умов та обмежень забудови земельних ділянок на будівництво та реконструкцію об'єктів будівництва.
До переліку інвестиційних програм і проектів регіонального розвитку, що можуть реалізовуватися у 2015 році за рахунок коштів державного фонду регіонального розвитку» були включені два об'єкти, які знаходяться на території Коростенського району — це реконструкція жіночої консультації під дошкільний навчальний заклад по вул. Центральній, 6 в с. Білка та будівництво станції очистки води господарсько-питного водопостачання в с. Михайлівка. В жовтні на дані об'єкти від Державного фонду регіонального розвитку надійшли кошти на реконструкцію дошкільного навчального закладу в с. Білка в розмірі 630,00 тис. грн. та на будівництво станції очистки води в с. Михайлівка — 410,096 тис. грн.
Також було передбачено співфінансування з місцевого бюджету, так Білківською сільською радою були оплачені роботи в розмірі 70,0 тис. та Михайлівською сільською радою — 45,6тис. грн. Реалізація даних проектів надасть жителям села Михайлівка якісну питну воду, а жителям села Білка новий сучасний дошкільний навчальний заклад.
В червні 2015 року введено в експлуатацію перша черга будівництва розподільчих газових мереж по с. Бондарівка.
Розроблена проектно-кошторисна документація на будівництво підвідного газопроводу до с. Веселівка та будівництво розподільчих газових мереж по с. Веселівка.
Продовжується будівельні роботи по газифікації с. Лісівщина.

## Транспорт
Район має надзвичайно вигідне економіко-географічне положення. Через його територію проходять такі важливі залізничні магістралі, як: Київ — Ковель — Варшава — Берлін, Київ — Львів — Ужгород, Одеса — Санкт — Петербург та автомагістралі Санкт-Петербург — Ізмаїл, Київ — Ковель. Ці транспортні артерії дають можливість для розвитку економічних зв'язків практично з усіма країнами Західної, Південної, Центральної та Східної Європи.
Експлуатаційна довжина залізничних колій становить 250 км, у тому числі електрифікованих — 65 км, протяжність автомобільних шляхів загальнодержавного значення — 132 км, місцевого — 433,7 км, в тому числі з твердим покриттям — 565 км. Кількість мостів та шляхопереходів — 31.
На території району діє 27 сільських автоматичних телефонних станцій. Монтована ємність АТС по району становить 3 546 номерів. Забезпеченість на 100 сімей -12,9 телефонів. В районі функціонує мобільний зв'язок компаній МТС, Київстар, Лайф, 3МОБ.
Через північні околиці району проходить транзитний нафтопровід «Дружба».

## Засоби масової інформації
У Коростенському районі виходять газети:
- «Вечірній Коростень» — наклад 2000 примірників. Редактор газети «Вечірній Коростень» — член Національної спілки журналістів України та член Національної спілки журналістів України Віктор Васильчук.
- «Древлянський край» — наклад 2000 примірників. Редактор газети «ДК» Климчук Оксана Володимирівна.

## Фестивалі

### Літературний фестиваль «Просто на Покрову»
Щороку у місті відбувається всеукраїнський літературний фестиваль «Просто на Покрову». Взяти участь у фестивалі може кожен охочий, оскільки склад претендентів ніяк не обмежується. Переможці фестивалю визначаються в шести номінаціях: «Поезія», «Проза», «Твори для дітей», «Критика і літературознавство», «Гумор і сатира». В окрему номінацію виділена «Дитяча література»: творчість самих дітей (до 16 років). У кожній номінації, після виступів всіх учасників, журі визначає переможців, які одержують премії і цінні призи. Всі номінанти, незалежно від жанру, можуть поборотися за гран-прі.
Ідея журналістів і письменників Валерія Нечипоренка і Віктора Васильчука виявилась напрочуд живучою — і тепер щороку втілюється в життя початківцями і маститими письменниками. Усе починалося у 2000 році, коли на свято Покрови до Коростеня зійшлися письменники і шанувальники літератури з усієї України. Перший фестиваль відбувся просто неба. Слухачі сиділи на траві у коростенському міському парку, а учасники літературного марафону виходили на поміст і презентували свої твори.
2007 року фестиваль стає всеукраїнським.
З 2008 року в рамках фестивалю починає проходити художня акція «Література свіжого повітря». Ця акція проходить на берегах річки Уж. У акції беруть участь всі охочі та небайдужі до художнього слова. Переможців визначають самі ж учасники. Переможець поза конкурсом бере участь у фінальній частині фестивалю.
Фестиваль проходить під патронатом Національної спілки письменників України та міського голови Коростеня.

### Всеукраїнський фестиваль льону
5 вересня 2015 р в селі Стремигород Коростенського району що на Житомирщині відбувся перший обласний Фестиваль льону.
Захід проходив на базі сільськогосподарського підприємства «ЗОРЯ», яке є одним з найбільших підприємств області, що займається вирощуванням цієї надзвичайно цінної рослини.

## Відомі люди
В районі народились
- Матвієнко Володимир Павлович — Герой України
- Мойсієнко Віктор Михайлович — доктор філологічних наук, професор
- Трохимчук Віктор Васильович — професор, заслужений працівник освіти України
- Щербина Петро Миколайович — український політтехнолог, політконсультант, літератор, керуючий партнер PR-агентства «Media Brand», член Національної спілки журналістів України
- Трипольський Олександр Володимирович — радянський підводник, Герой Радянського Союзу (1940 р.)

## Політика
25 травня 2014 року відбулися Президентські вибори України. У межах Коростенського району було створено 77 виборчих дільниць. Явка на виборах становила 64,12 % (проголосували 14 018 із 21 861 виборців). Найбільшу кількість голосів отримав Петро Порошенко — 49,40 % (6 925 виборців); Юлія Тимошенко — 20,46 % (2 868 виборців), Олег Ляшко — 11,86 % (1 662 виборців), Сергій Тігіпко — 5,50 % (771 виборців). Решта кандидатів набрали меншу кількість голосів. Кількість недійсних або зіпсованих бюлетенів — 1,52 %.